# Maniara (região)
Maniara (Manyara) é uma região da Tanzânia. Sua capital é a cidade de Babati.

## Distritos
- Mbulu
- Babati
- Hanang
- Simanjiro
- Kiteto